# Liste d'élections en 1884
Chronologie des élections
- 1880
- 1881
- 1882
- 1883
- 1884
- 1885
- 1886
- 1887
- 1888

Cet article recense les élections organisées durant l'année 1884.

## Élections nationales en 1884
Cette section concerne les élections législatives et présidentielles dans un état souverain, éventuellement fédéral, ainsi que leurs principaux référendums.
| Date                | État       | Élection ou référendum | Contexte | Résultat |
| ------------------- | ---------- | ---------------------- | -------- | --- |
| 25 janvier          | Serbie     | Législatives (en)      |          | Cette section est vide, insuffisamment détaillée ou incomplète. Votre aide est la bienvenue ! Comment faire ?                                                       |
| 2 février - 3 mars  | Argentine  | Législatives (es)      |          | Cette section est vide, insuffisamment détaillée ou incomplète. Votre aide est la bienvenue ! Comment faire ?                                                       |
| 6 février           | Hawaï      | Législatives (en)      |          | Cette section est vide, insuffisamment détaillée ou incomplète. Votre aide est la bienvenue ! Comment faire ?                                                       |
| 10 février          | Équateur   | Présidentielle (es)    |          | Cette section est vide, insuffisamment détaillée ou incomplète. Votre aide est la bienvenue ! Comment faire ?                                                       |
| 14 avril            | Venezuela  | Présidentielle (es)    |          | Cette section est vide, insuffisamment détaillée ou incomplète. Votre aide est la bienvenue ! Comment faire ?                                                       |
| 27 avril            | Espagne    | Générales              |          | Cette section est vide, insuffisamment détaillée ou incomplète. Votre aide est la bienvenue ! Comment faire ?                                                       |
| 11 mai              | Bolivie    | Générales (es)         |          | Cette section est vide, insuffisamment détaillée ou incomplète. Votre aide est la bienvenue ! Comment faire ?                                                       |
| 11 mai              | Suisse     | Référendum (en)        |          | Cette section est vide, insuffisamment détaillée ou incomplète. Votre aide est la bienvenue ! Comment faire ?                                                       |
| 10 juin             | Luxembourg | Législatives           |          | Cette section est vide, insuffisamment détaillée ou incomplète. Votre aide est la bienvenue ! Comment faire ?                                                       |
| 10 juin - 8 juillet | Belgique   | Législatives (nl)      |          | Cette section est vide, insuffisamment détaillée ou incomplète. Votre aide est la bienvenue ! Comment faire ?                                                       |
| 29 juin             | Portugal   | Législatives (en)      |          | Cette section est vide, insuffisamment détaillée ou incomplète. Votre aide est la bienvenue ! Comment faire ?                                                       |
| Juin - juillet      | Mexique    | Présidentielle (es)    |          | Cette section est vide, insuffisamment détaillée ou incomplète. Votre aide est la bienvenue ! Comment faire ?                                                       |
| 11 août             | Colombie   | Présidentielle         |          | Réélection de Rafael Núñez. |
| 26 octobre          | Suisse     | Fédérales              |          | Cette section est vide, insuffisamment détaillée ou incomplète. Votre aide est la bienvenue ! Comment faire ?                                                       |
| 28 octobre          | Allemagne  | Législatives           |          | Percée des sociaux-démocrates au Reichstag. En doublant le nombre de leurs sièges, ils font figure de vainqueurs malgré les efforts de Bismarck pour les affaiblir. |
| 28 octobre          | Pays-Bas   | 2de Chambre (nl)       |          | Cette section est vide, insuffisamment détaillée ou incomplète. Votre aide est la bienvenue ! Comment faire ?                                                       |
| 4 novembre          | États-Unis | Présidentielle         |          | Élection du démocrate Bourbon Grover Cleveland. |
| 4 novembre          | États-Unis | Chambre (en)           |          | Cette section est vide, insuffisamment détaillée ou incomplète. Votre aide est la bienvenue ! Comment faire ?                                                       |
| 5 novembre          | Pays-Bas   | 1re Chambre (nl)       |          | Cette section est vide, insuffisamment détaillée ou incomplète. Votre aide est la bienvenue ! Comment faire ?                                                       |
| 1884 - 1885         | États-Unis | Sénat (en)             |          | Voir la liste d'élections en 1885 |
| 1er décembre        | Brésil     | Législatives (en)      |          | Cette section est vide, insuffisamment détaillée ou incomplète. Votre aide est la bienvenue ! Comment faire ?                                                       |

## Élections en subdivisions nationales en 1884
Cette section concerne les élections législatives dans un État fédéré, une subdivision territoriale ou une colonie d'un État souverain, ainsi que leurs principaux référendums.
| Date                  | Subdivision           | État               | Élection ou référendum | Contexte                                                                                                  | Résultat |
| --------------------- | --------------------- | ------------------ | ---------------------- | --- | --- |
| 1884                  | Suriname              | Pays-Bas           | Législatives (en)      | | Cette section est vide, insuffisamment détaillée ou incomplète. Votre aide est la bienvenue ! Comment faire ? |
| 9 janvier - 2 octobre | Suède                 | Suède-Norvège      | 1re Chambre (sv)       | | Cette section est vide, insuffisamment détaillée ou incomplète. Votre aide est la bienvenue ! Comment faire ? |
| 1884                  | Suède                 | Suède-Norvège      | 2de Chambre (sv)       | | Cette section est vide, insuffisamment détaillée ou incomplète. Votre aide est la bienvenue ! Comment faire ? |
| 8 - 23 avril          | Australie-Méridionale | Empire britannique | Coloniales (en)        | | Cette section est vide, insuffisamment détaillée ou incomplète. Votre aide est la bienvenue ! Comment faire ? |
| 27 mai                | Bulgarie              | Empire ottoman     | Législatives (en)      | | Cette section est vide, insuffisamment détaillée ou incomplète. Votre aide est la bienvenue ! Comment faire ? |
| 13 - 22 juin          | Hongrie               | Autriche-Hongrie   | Législatives (en)      | | Cette section est vide, insuffisamment détaillée ou incomplète. Votre aide est la bienvenue ! Comment faire ? |
| 23 juin               | Norvège               | Suède-Norvège      | Législatives           | Deux tentatives vaines du roi Oscar II pour faire investir un gouvernement conservateur[réf. nécessaire]. | Après des élections très défavorables à sa cause, le roi se résigne à faire appel à Johan Sverdrup pour former un cabinet capable de trouver le soutien du Storting. Cette décision marque le début du régime parlementaire en Norvège. |
| 25 juin               | Danemark              | Danemark           | Législatives (en)      | | Cette section est vide, insuffisamment détaillée ou incomplète. Votre aide est la bienvenue ! Comment faire ? |
| 21 - 22 juillet       | Nouvelle-Zélande      | Empire britannique | Législatives           | | Cette section est vide, insuffisamment détaillée ou incomplète. Votre aide est la bienvenue ! Comment faire ? |
| 11 - 12 septembre     | Jamaïque              | Empire britannique | Générales (en)         | | Cette section est vide, insuffisamment détaillée ou incomplète. Votre aide est la bienvenue ! Comment faire ? |
| 16 - 19 septembre     | Croatie-Slavonie      | Autriche-Hongrie   | Législatives (en)      | | Cette section est vide, insuffisamment détaillée ou incomplète. Votre aide est la bienvenue ! Comment faire ? |
| Novembre              | Lippe                 | Empire allemand    | Législatives (de)      | | Cette section est vide, insuffisamment détaillée ou incomplète. Votre aide est la bienvenue ! Comment faire ? |